# Allambaré
Allambaré (auch: Alambaré, Allambéré, Alembaré) ist ein Dorf in der Landgemeinde Tamou in Niger.

## Geographie
Das Dorf befindet sich rund elf Kilometer südöstlich des Hauptorts Tamou der gleichnamigen Landgemeinde, die zum Departement Say in der Region Tillabéri gehört. Zu weiteren Siedlungen in der Umgebung von Allambaré zählen Boulel im Nordwesten und Moli Haoussa im Südosten.
Es herrscht das Klima der Sudanzone vor, mit einer durchschnittlichen jährlichen Niederschlagsmenge zwischen 600 und 700 mm. Allambaré liegt inmitten des 777,4 km² großen Tamou-Wildreservats. Im Ort wurden folgende Schlangenarten beobachtet: Braune Hausschlange (Boaedon fuliginosus), Weißlippen-Schlange (Crotaphopeltis hotamboeia), Dasypeltis gansi, Westafrikanische Sandrasselotter (Echis ocellatus), Sahara-Sandboa (Eryx muelleri), Prosymna greigerti, Gestreifte Sandrennnatter (Psammophis sibilans) und Königspython (Python regius).

## Geschichte
Allambaré wurde Anfang des 20. Jahrhunderts von einem Ackerbauern namens Yéliga Tchintaga gegründet. Der Ortsname kommt aus der Sprache Gourmanchéma und lässt sich als „Ort, an dem man es sich gutgehen lassen kann“ übersetzen.
Untersuchungen in den 1960er Jahren zufolge war das Gebiet zwischen den Flüssen Goroubi und Mékrou das wichtigste Zentrum der vernachlässigten tropischen Krankheit Onchozerkose in Niger. Auch das Dorf Allambaré war davon betroffen. Das Armed Conflict Location and Event Data Project erfasste für das erste Quartal 2024 in der Region Tillabéri insgesamt 122 gewaltsame Konfliktfälle mit 394 Toten und nannte Allambaré unter den betroffenen Orten.

## Bevölkerung
Bei der Volkszählung 2012 hatte Allambaré 1465 Einwohner, die in 169 Haushalten lebten. Bei der Volkszählung 2001 betrug die Einwohnerzahl 1189 in 124 Haushalten und bei der Volkszählung 1988 belief sich die Einwohnerzahl auf 807 in 96 Haushalten.

## Wirtschaft und Infrastruktur
In Allambaré wird ein regional bedeutender Wochenmarkt abgehalten. Der Markttag ist Samstag. Er zieht Händler aus dem Hauptort Tamou, aus der nigrischen Hauptstadt Niamey und aus umliegenden Dörfern an. Ihm ist ein Viehmarkt angeschlossen. Das staatliche Versorgungszentrum für landwirtschaftliche Betriebsmittel und Materialien (CAIMA) unterhält eine Verkaufsstelle in Allambaré.
Mit einem Centre de Santé Intégré (CSI) ist ein Gesundheitszentrum vorhanden. Es gibt eine Schule.
Durch Allambaré verläuft die 158,3 Kilometer lange Nationalstraße 27 zwischen Niamey und La Tapoa. Im Ort zweigt die einfache Landstraße der nach Guiémé führenden Route 677 von der Nationalstraße 27 ab.